# Fiskartjärnen, Dalarna
Fiskartjärnen är en sjö i Ludvika kommun i Dalarna och ingår i Göta älvs huvudavrinningsområde.